# 南智
南 智（みなみ さとる、1935年（昭和10年） - ）は、日本の教育者であり、歴史家である。郷土史家として活動し、岡山県教育史編集委員、岡山県文化財保護審議会会長、元ノートルダム清心女子大学文学部教授を務めた。岡山県高梁市出身。

## 経歴

### 生い立ち
1935年（昭和10年）岡山県高梁市で生まれる。1950年（昭和25年）岡山県立高梁高等学校へ進学する。同期には、富士銀行頭取・日本政策投資銀行社長になる橋本徹、伊藤忠商事副社長になる森澤寛二、岡山東商を甲子園優勝に導いた向井正剛、群馬大学医学部教授の伊吹令人、新宿で高級和食料理店「車屋本店」を起業する佐藤勇がいた。1953年（昭和28年）岡山県立高梁高等学校を卒業し、岡山大学法文学部へ進学する。1957 年（昭和32年）同大学を卒業し、高校教諭となる。

### 教育者として
大学卒業後、岡山で高校教諭を長年つとめ、日本地理学会・経済地理学会に所属し、岡山県教育庁主任指導主事となった。1986年には岡山市文化奨励賞（学術部門） を受賞する。その後、1992年（平成4年）には、母校の高梁高校校長を務め、定年退職した後、岡山大学文学部非常勤講師、岡山市立オリエント美術館副館長・学芸課長を歴任し、2003年（平成15年）ノートルダム清心女子大学文学部現代社会学科の教授となった。この間、歴史地理・近現代史に関する著書や岡山県下の多数の市町村史の編集や執筆に当たる。また、新聞で「おかやま歴史館散歩」を執筆するなどの活動を行う。
岡山県ハンセン病問題対策協議会が2002年に設置され、発足当初から、同協議会の会長を8年間務め、また、岡山県ハンセン病問題関連史料調査委員会委員長も務める。その間「ハンセン病」岡山県民意識調査を実施するなど精力的に活動した。長年の活動が認められて、岡山大学に本部を置く地域地理科学会会長、岡山県史編纂委員会専門委員、岡山県教育史編集委員、岡山県文化財保護審議会会長、岡山県文化財保護協会会長、岡山県人権政策審議会会長、岡山県人権教育推進委員会会長を歴任する。
2016年には、本を出版し90歳を超えても精力的に活動をしている。

## 受賞
- 2005年 - 瑞宝小綬章（勲四等瑞宝章）[15]
- 2010年 - 岡山県教育関係功労者表彰（文化功労）[16]
- 2013年 - 文部科学大臣表彰（地域文化振興）

## 主な著書
- 『岡山県南部における用水慣行の研究』岡山県立興陽高等学校,1958年
- 『日本の地理　中国四国編』（共著）岩波書店,1961年
- 『岡山県のくらし』（共著）光文堂書院,1963年
- 『岡山平野における農業発展と土地改良』（共著）中四国農政局,1967年
- 『日本の地理　中国四国地方』（共著）旺文社,1977年
- 『岡山県の地理』（共著）福武書店,1978年
- 『瀬戸内農村の変容』（大明堂）, 1997年[17]
- 『岡山県史』自然風土・近代Ⅲ・現代Ⅱ（共著）岡山県
- 『岡山県教育史』昭和31～50年（共著）岡山県教育委員会, 1991年
- 『日本の地誌中国・四国』（共著）朝倉書店, 2005年[18]
- 『長島は語る－ 岡山県ハンセン病関係資料集 ―（前編）』（共編著）岡山県, 2007年[19]
- 『長島は語る－ 岡山県ハンセン病関係資料集 ―（後編）』（共編著）岡山県, 2009年[19]
- 『農業機械の先駆者たち 機械化農業王国・岡山の成立過程』吉備人出版, 2016年[4]